# Repère Pierre du Niton

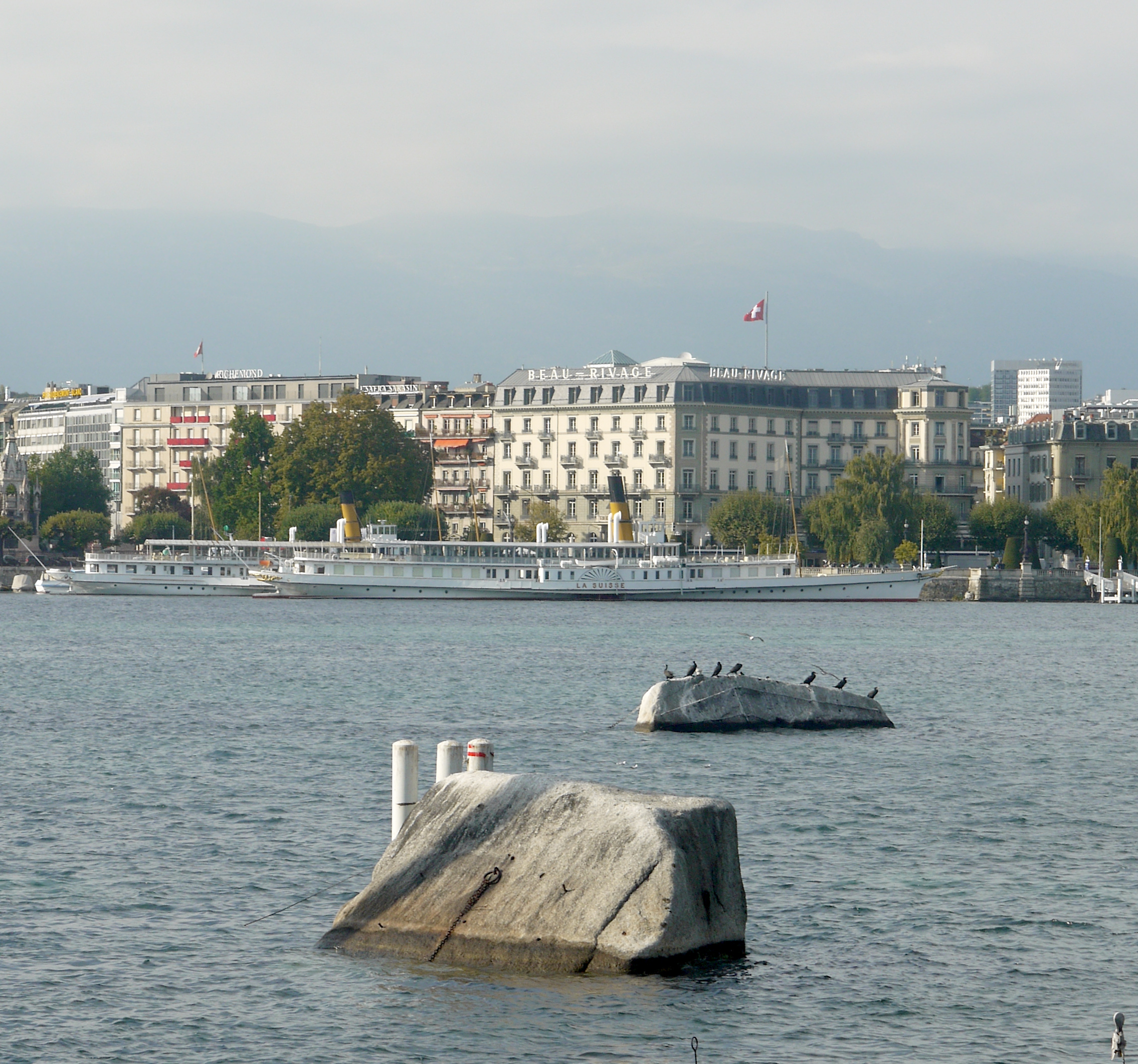
Die Pierres du Niton im Hafen von Genf mit dem grösseren Pierre du Niton im Hintergrund

Der Repère Pierre du Niton, kurz RPN, ist der auf einem Felsen im Hafen von Genf angebrachte Referenzpunkt («repère») der Höhenmessung in der Schweiz und in Liechtenstein.

## Geologie
Die Pierres du Niton (franz. für «Felsen des Niton») sind zwei erratische Blöcke, die beim Gustave-Ador-Quai – also vor dem linken Ufer im Seebecken – aus dem Genfersee ragen. Sie liegen etwa 70 Meter voneinander entfernt, der Pierre Dyolin rund 30 Meter vom Ufer entfernt und der Pierre du Niton etwa 110 Meter entfernt.
Die beiden Felsblöcke aus Granit stammen aus dem östlichen Mont-Blanc-Massiv und sind rund 300 Millionen Jahre alt. Sie wurden während der letzten Eiszeit vom Rhonegletscher herbeigeführt und vor 18'000 bis 19'000 Jahren auf der Seekreide des heutigen Hafenbeckens abgelagert.
Pierre Dyolin ist etwa 4,3 Meter hoch, der Pierre du Niton rund 3,5 Meter.
Die Felsen ragen heute anderthalb bis zwei Meter über den Wasserspiegel hinaus, das Wasser ist rund zwei Meter tief. Der Wasserspiegel schwankte seit der Ablagerung aber stark: In der Älteren Dryaszeit lag der Wasserstand bis zu 30 Meter höher, zwischenzeitlich lagen sie auch trocken. Rund um die Felsen wurden zu Beginn des 19. Jahrhunderts noch zwei Dutzend weitere im Wasser gezählt. 
Die erratischen Blöcke Pierres du Niton zählen zu den Geotopen von nationaler Bedeutung der Schweiz. 

## Höhenausgangspunkt in der Geodäsie

### Allgemein

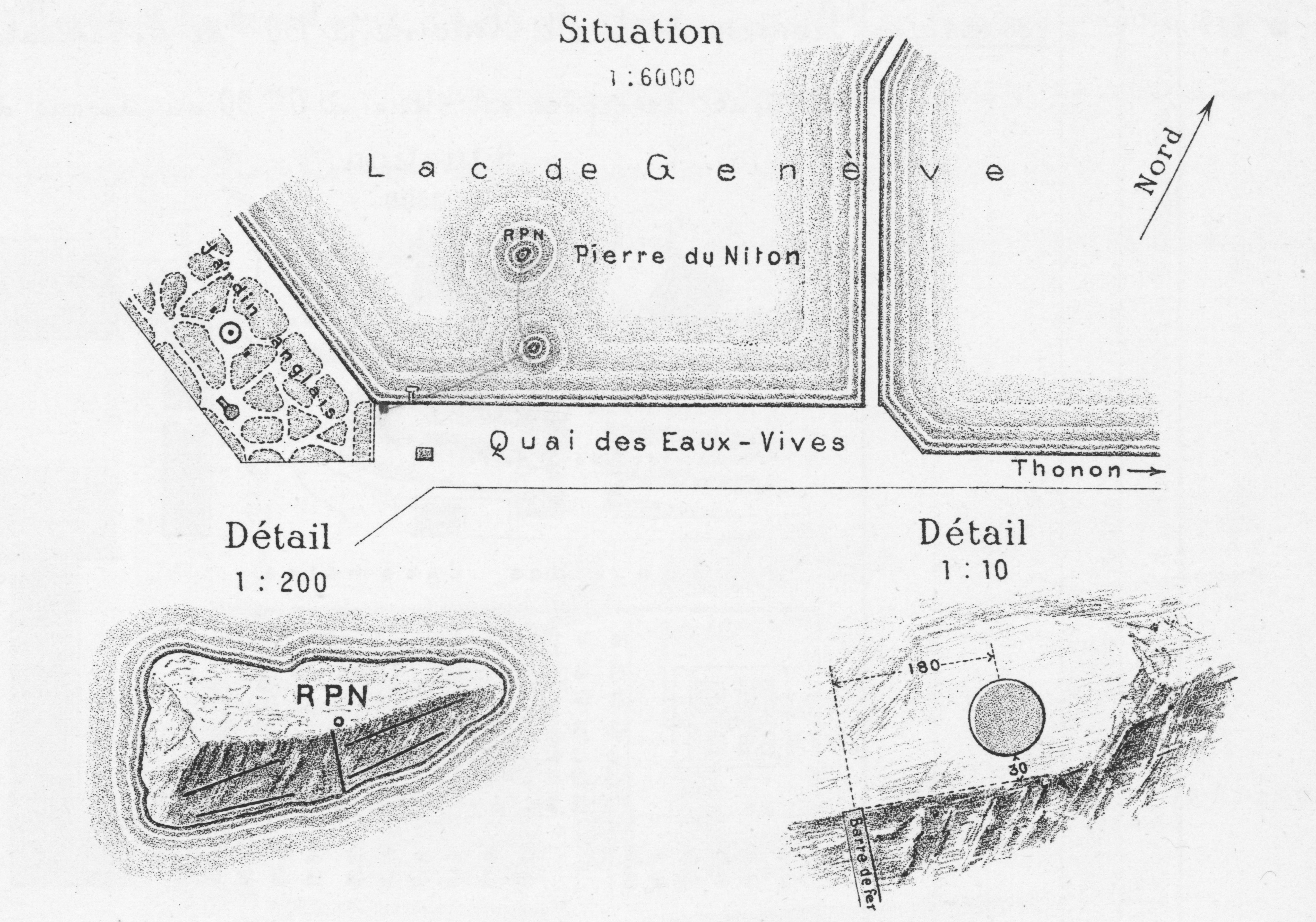
Situationspläne von 1895

Der Repère Pierre du Niton dient als Basis für alle Höhenangaben in der Schweiz. Somit ist er auch Ausgangspunkt für die Landesvermessung für die Höhenangaben. Der Wert von 373,6 m ü. M. ist gesetzlich in der Geoinformationsverordnung (GeoIV Art. 5 Abs. 2) festgelegt.
Der Referenzpunkt befindet sich auf dem grösseren und weiter vom Ufer entfernten Block. Bis heute bildet dieser Stein den Referenzpunkt der Höhenmessung in der Schweiz. Eine Bronzescheibe von 85 Millimetern Durchmesser wurde horizontal etwas unterhalb vom höchsten Punkt des Pierre du Niton eingelassen.

### Geschichte
Schon Ende 17. Jahrhundert wurden die Felsen für Höhenmessungen verwendet. 1775 verwendete sie der Engländer George Shuckburgh-Evelyn für seine trigonometrischen Berechnungen der Höhe des Mont Blanc.

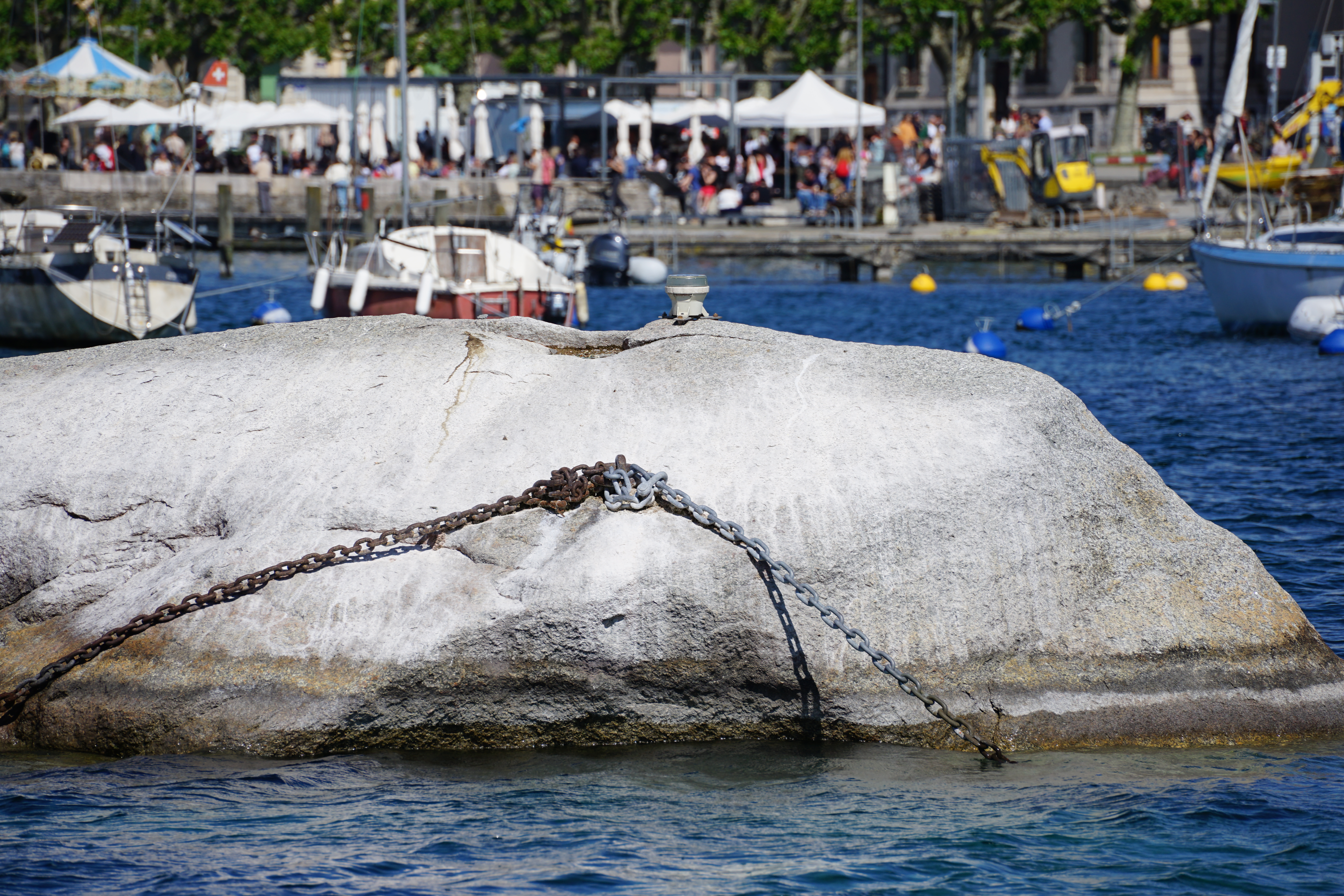
Der Pierre du Niton mit der Mulde für die Bronzescheibe unterhalb des höchsten Punkts

Zwischen den Kantonen Waadt und Genf kam es zu Beginn des 19. Jahrhunderts immer wieder zu Streit über den Pegel des Genfersees: Die Waadtländer warfen den Genfern vor, den Abfluss aus dem See in die Rhone zu reduzieren, was zu Überschwemmungen in der Waadt führe. Der Zwist führte dazu, dass Guillaume Henri Dufour 1820 – er war damals Genfer Kantons- und Stadtingenieur – die Bronzescheibe und weitere Markierungen am Pierre du Niton anbringen liess. Dufour konnte so den Wasserstand beobachten.
1832 wurde Guillaume Henri Dufour zum Oberstquartiermeister der Militäraufsichtsbehörde ernannt. Als solcher übernahm er die Leitung der eidgenössischen Triangulation und Landesvermessung, die 1822 von der Tagsatzung dieser Behörde unterstellt worden war. Dufour hatte bereits in französischen Diensten topografische Arbeiten durchgeführt. Für die Höhenangaben war die Schweiz als Binnenland auf ausländische Hilfe angewiesen. Frankreich verfügte bereits über ein Netz von Vermessungspunkten, das in der Mediationszeit (1803–1814) auf die Schweiz ausgedehnt wurde, als französische Ingenieure mit der Vermessung der besetzten Gebiete begannen. Auch französische Vermessungen in den 1820er Jahren wurden auf den Schweizer Jura ausgedehnt. Dabei wurde auch der Pierre du Niton exakt vermessen.  Auf diese Höhenmessungen konnte Dufour und sein Mitarbeiter zurückgreifen. Zudem waren die Schweizer Kartographen stark beeinflusst von den 1832 publizierten Werken des französischen Geodäten Louis Puissant. 1833 berechnete Dufour, nach Austausch mit französischen Kollegen, die Höhe des Pierre Dyolin mit 376,64 m. Die vom Berg La Dôle abgeleitete Höhe diente für Vermessungen in den Kantonen Genf und Waadt. Für die Triangulation primordial, das 1840 vollendete triangulatorische Basisnetz der Schweiz, wurde aber der Chasseral als Referenz verwendet.

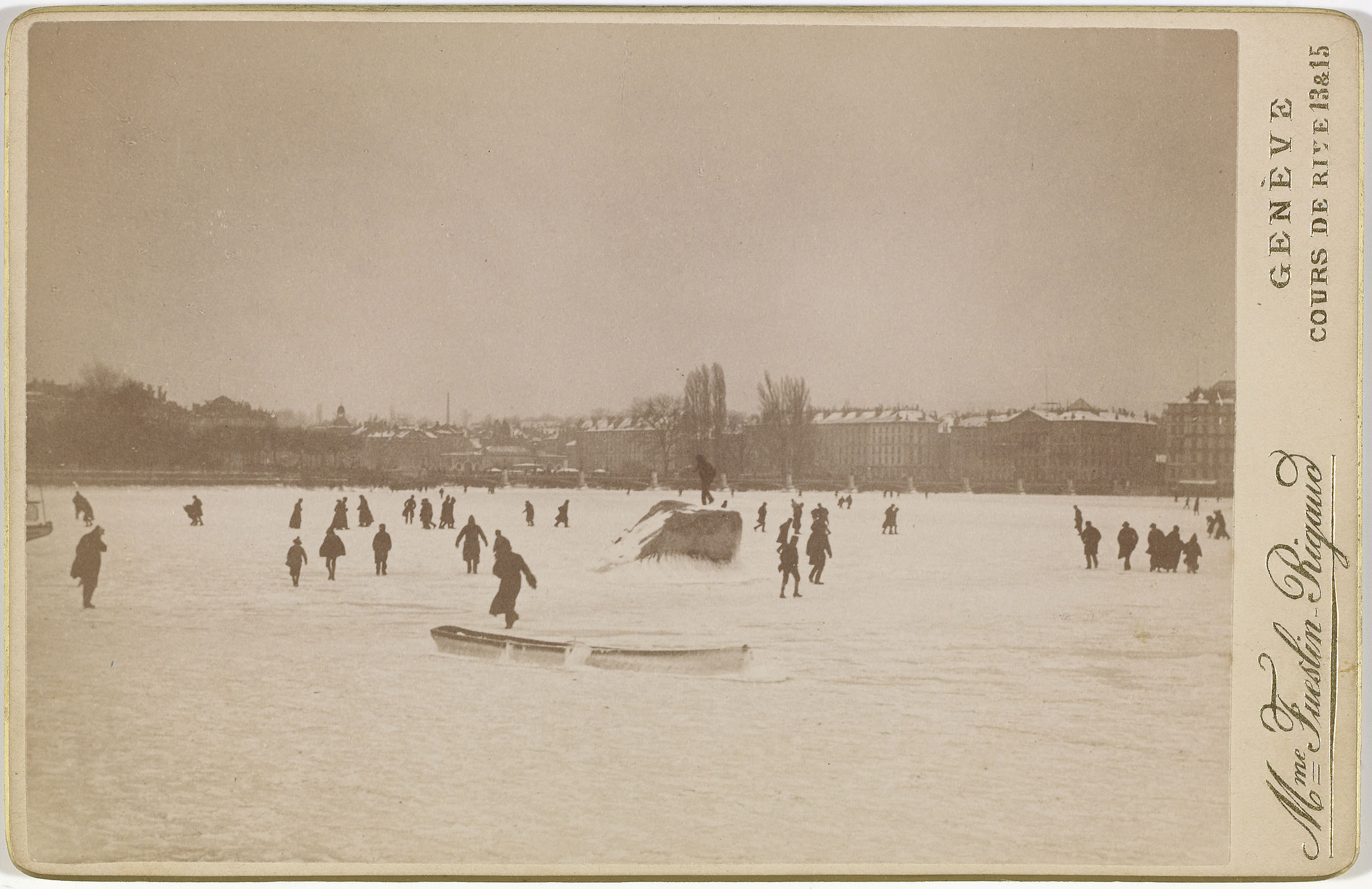
1891 konnten die Steine auf dem gefrorenen See zu Fuss erreicht werden.

Guillaume Henri Dufour verwendete diesen Felsen als Höhenausgangspunkt (Fundamentalpunkt) bei der Entwicklung der Dufourkarten von 1845 und 1864 im Massstab 1:100'000. Damals wurde seine Höhe auf 376,86 m über dem Pegel Marseille festgesetzt («Alter Horizont»). Diskussionen über die Höhenangaben in der Dufourkarte führten 1846 zu Dufours Rücktritt. 1847 wurde er trotz aller Kritik, die als mehrheitlich ungerechtfertigt beurteilt worden war, als «Directeur de la Carte» wiedergewählt. 1879 wurde von Oberst Hermann Siegfried, Dufours Nachfolger, weiter die bestehende Höhe als Referenz festgelegt, obwohl man sich – aufgrund der Abweichungen zum Ausland – eines Fehlers von rund drei Metern bewusst war.
1902 wurde die Höhe des Repère Pierre du Niton jedoch auf 373,6 m ü. M. neudefiniert, indem Jakob Hilfiker einen Mittelwert der Meereshöhe über vier Meeresanschlüsse (Rhein, Inn/Donau, Tessin/Po, Rhone) berechnete. Daher sind Höhenangaben in Karten der Schweiz bis inklusive der Siegfriedkarte um 3,26 m höher als die heute offiziellen Werte.

## Name und Kultort

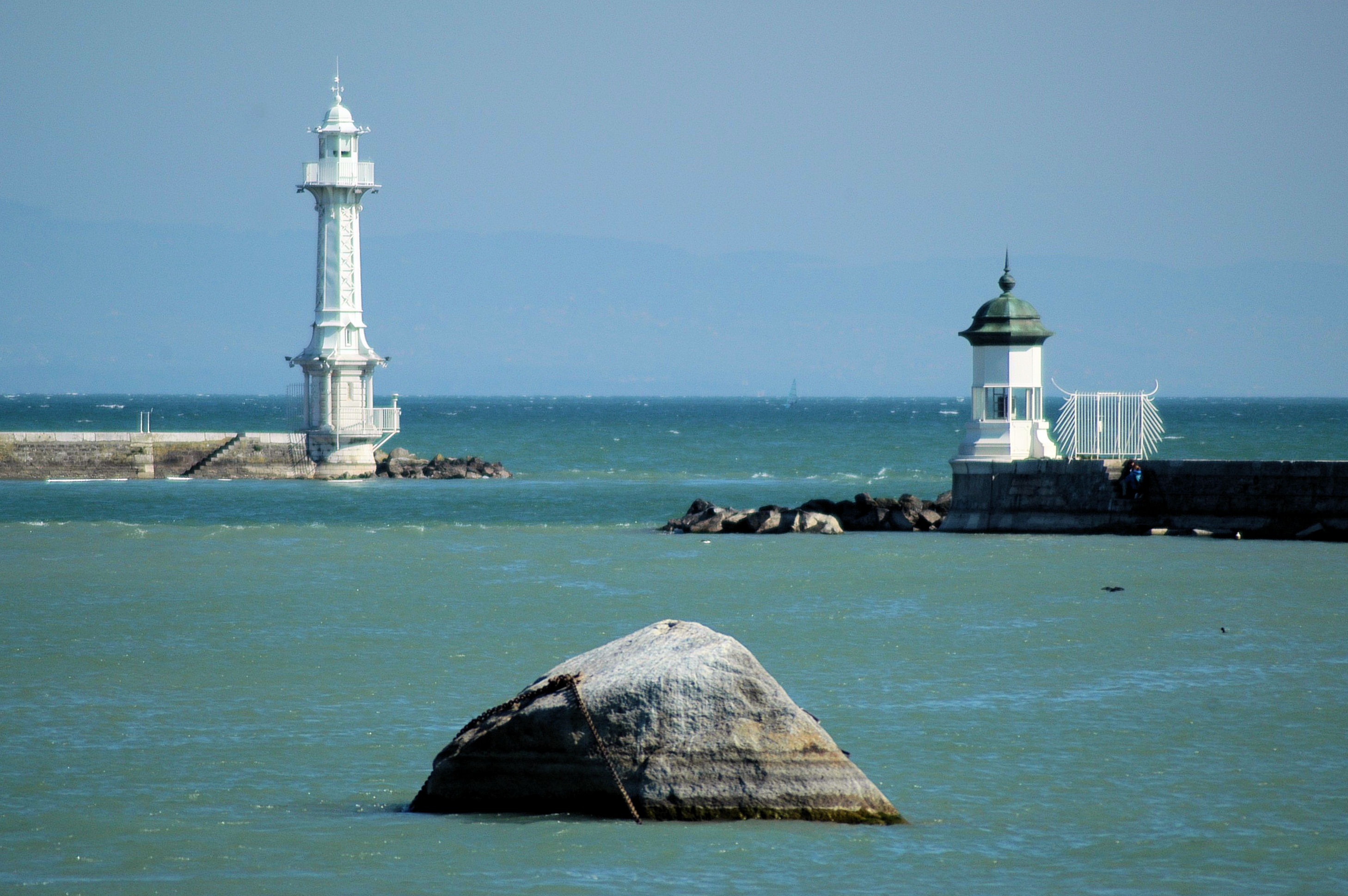
Der Pierre du Niton mit der Mulde für die Bronzescheibe unterhalb des höchsten Punkts

Zur Herkunft des Namens gibt es verschiedene Thesen:
Das Wort Niton könnte vom antiken Wassergott Neptun abgeleitet sein, der auch von den Galliern am Genfersee verehrt wurde, wie Inschriften aus Genf und Lausanne zeigen. Diese These ist aber nicht unumstritten.
Auch eine Ableitung des Namens von anderen heidnischen Göttern wurde diskutiert. Bis in die Neuzeit kursierten auch Sagen des Wassergeistes Nuiton oder Neton am Genfersee.
Im Waadtländer Patois wurde mit dem Begriff Neiton oder Niton der Teufel bezeichnet – und grosse erratische Blöcke werden oft mit dem Teufel in Verbindung gebracht.

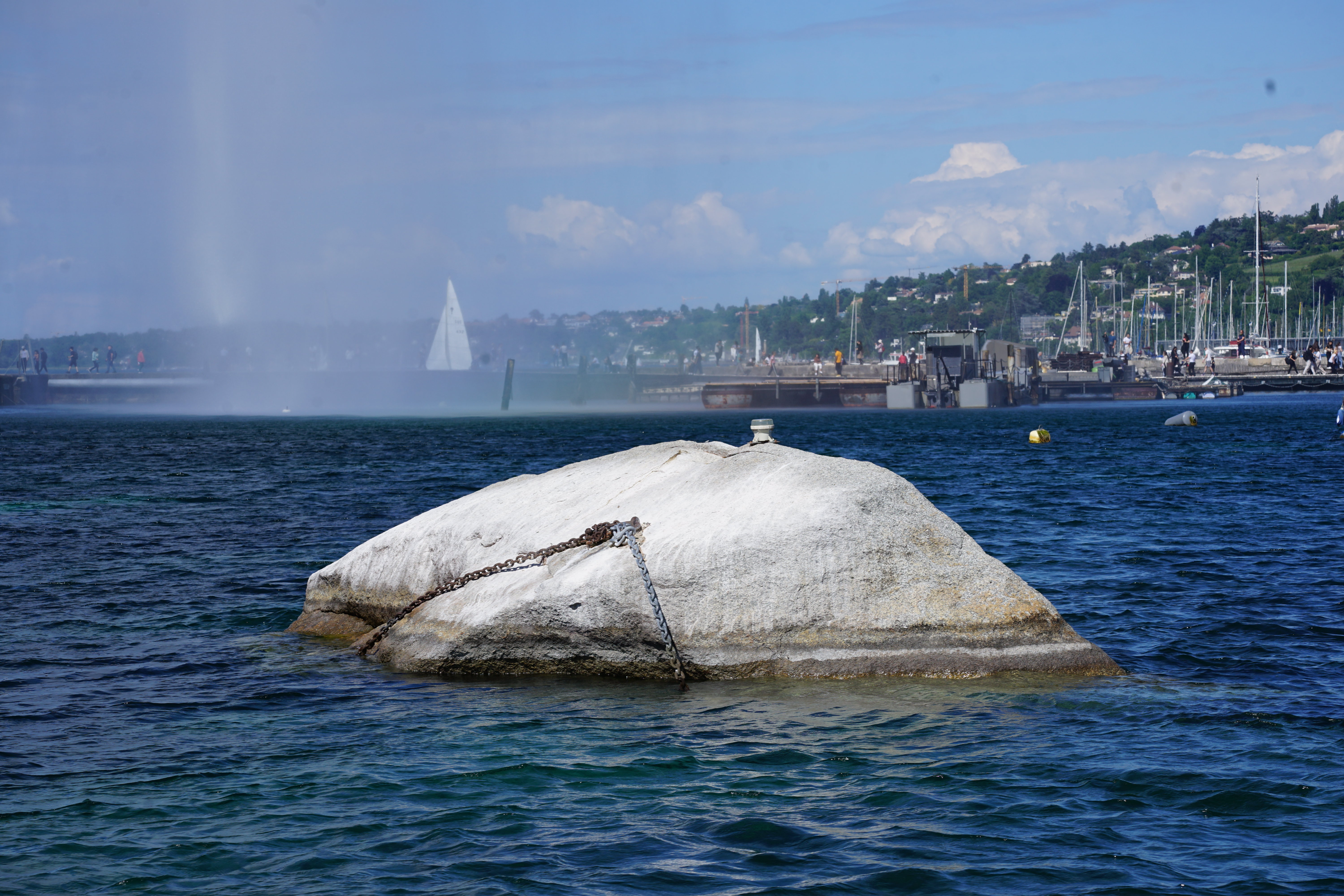
Nahaufnahme des Pierre du Niton

Der grosse Felsblock ist ein bearbeiteter Schalenstein. Es ist somit denkbar, dass eine hölzerne Gottesstatue darauf stand, wie sie andernorts im See gefunden wurde.